# The Marshall Mathers LP 2
The Marshall Mathers LP 2 è l'ottavo album in studio del rapper statunitense Eminem, pubblicato il 5 novembre 2013 dalla Aftermath Entertainment.
Uscito a tre anni di distanza dall'ultimo album Recovery, l'album è stato anticipato da quattro singoli: Berzerk, Survival, Rap God e The Monster, quest'ultimo in collaborazione con Rihanna. L'album contiene anche la partecipazione di artisti come Skylar Grey, Nate Ruess e Kendrick Lamar. Il titolo dell'album è stato rivelato nel corso degli MTV Video Music Awards 2013 del 25 agosto, con l'anteprima del primo singolo Berzerk, pubblicato due giorni dopo negli Stati Uniti, piazzandosi alla terza posizione della Billboard Hot 100.
L'album ha venduto 1.221.000 copie nella prima settimana, di cui 792.000 copie negli Stati Uniti, 104.000 in Canada e 143.000 nel Regno Unito, superando anche il precedente album Recovery che è arrivato a 1.098.000 copie.

## Brani
Il brano di apertura Bad Guy è prodotto da S1, M-phazes e StreetRunner, con un coro cantato da Sarah Jaffe. La canzone è stata descritta come un sequel di Stan da Eminem. Survival presenta un ritornello cantato da Liz Rodrigues con la produzione di DJ Khalil.
Eminem festeggia il ritorno del suo alter ego, Slim Shady, con l'introduzione nell'album di "chitarre elettriche e batterie" in Berzerk, prodotto da Rick Rubin, che rende omaggio alla old school rap. Con campionamenti presi dai Beastie Boys (The New Style e Fight for Your Right) e Billy Squier (The Stroke), la traccia è un mix di chitarre elettriche e ritmi che richiamano molto il rock and roll.
Prodotto da DVLP, Rap God vede Eminem rappare su una base con svariati flow. Con questa canzone Eminem rende omaggio a molti dei più famosi rapper, ma proclamandosi anche "il miglior rapper di tutti i tempi", confermando ciò con la frase finale di Rap God, "Why be a king when you can be a god?" ("Perché essere un re quando si può essere un dio?", riferimento al pezzo Be a King di E-Dubble).
The Monster, che vede la partecipazione della cantante Rihanna, è una canzone che parla dei "mostri" che siamo costretti ad affrontare, sia fuori che dentro di noi.
In Headlights il rapper di Detroit, in collaborazione con Nate Ruess, parla del difficile rapporto con la madre che nonostante i continui litigi, continua ad amare.

## Accoglienza
The Marshall Mathers LP 2 ha ricevuto recensioni generalmente positive da parte dei critici musicali. Da Metacritic, che assegna un punteggio normalizzato su 100 recensioni tradizionali della critica, l'album ha ricevuto un punteggio medio di 73, basato su 31 recensioni, indicando "le recensioni generalmente favorevoli". Questo rende l'album di Eminem la sua miglior valutazione da The Eminem Show. Jim Farber del New York Daily News ha dichiarato: "l'album offre un ritorno clamoroso del comedy rap che ha creato Eminem, è l'album più divertente dell'anno, tanto spiritoso quanto buono verbalmente". Christopher Weingarten di Spin ha detto, "se il rap fosse una pura competizione sportiva, Eminem sarebbe Michael Phelps e Lou Retton combinati: la capacità pura e flessibilità, come un proiettile con un solo odio al calor bianco nella sua scia". Sono arrivate le critiche in una recensione di Greg Kot del Chicago Tribune, che ha dato all'album due delle quattro stelle dicendo "l'album ribadisce la sua agilità prodigiosa con le rime... [...] Eminem cerca di coprire la ritirata facendo capriole e backflip con le rime". Craig Jenkins della Pitchfork Meddia ha dato all'album una recensione negativa dicendo: "Eminem è un titano con giochi di parole, ma MMLP2 è l'esempio di come Slim Shady non sappia applicare il suo talento".

## Tracce
1. Bad Guy – 7:14 (Parte 1: Marshall Mathers, Larry Griffin, Mark Landon, Sarah Jaffe, Walter Murphy; Parte 2: Mathers, Nicholas Warwar, Vinny Venditto, S. Hacker, M. Aiello, Gian Reverberi, Laura Giordano)
2. Parking Lot (Skit) – 0:55 (Marshall Mathers)
3. Rhyme or Reason – 5:01 (Marshall Mathers, Rod Argent)
4. So Much Better – 4:21 (Marshall Mathers, Luis Resto)
5. Survival – 4:32 (Marshall Mathers, Khalil Abdul Rahman, Erik Alcock, Liz Rodrigues, Pranam Injeti, Mike Strange)
6. Legacy – 4:56 (Marshall Mathers, Polina Goudieva, David Brook, Emile Haynie)
7. ***hole (ft. Skylar Grey) – 4:48 (Marshall Mathers, Alexander Grant, Holly Hafermann, Resto)
8. Berzerk – 3:58 (Marshall Mathers, William Squier, Adam Horovitz, Adam Yauch, Rick Rubin, Joseph Modeliste, Arthur Neville, Cyril Neville, Vincent Brown, Anthony Criss, Keir Gist)
9. Rap God – 6:03 (Marshall Mathers, Bigram Zayas, Matthew Delgiorno, Hacker, Douglas Davis, Richard Walters, Dania Birks, Juana Burns, Juanita Lee, Fatima Shaheed, Kim Nazel)
10. Brainless – 4:46 (Marshall Mathers, Resto)
11. Stronger Than I Was – 5:36 (Marshall Mathers, Resto)
12. The Monster (ft. Rihanna) – 4:10 (Mathers, Bryan Fryzel, Aaron Kleinstub, M. Athanasiou, Robyn Fenty, Jon Bellion, Bebe Rexha)
13. So Far... – 5:17 (Marshall Mathers, Joe Walsh, Jesse Weaver)
14. Love Game (ft. Kendrick Lamar) – 4:56 (Marshall Mathers, Kendrick Lamar, Clint Ballard, Jimmie Grier, Coy Poe, Pinky Tomlin)
15. Headlights (ft. Nate Ruess) – 5:43 (Marshall Mathers, Nate Ruess, Haynie, Jeff Bhasker, Resto)
16. Evil Twin – 5:56 (Marshall Mathers, Tavish Graham, Joey Chavez, Resto)

CD bonus presente nell'edizione deluxe
1. Baby – 4:23 (Marshall Mathers, Resto, Strange)
2. Desperation (ft. Jamie N Commons) – 3:56 (Marshall Mathers, Jamie Commons, Grant)
3. Groundhog Day – 4:53 (Marshall Mathers, Carl McCormick, Adam Feeney, T. Brenneck, J. Tankle, H. Steinweiss, D. Guy, L. Michels)
4. Beautiful Pain (ft. Sia) – 4:25 (Marshall Mathers, Haynie, Sia Furler, Resto)
5. Wicked Ways (ft. X Ambassadors) – 6:32 (Marshall Mathers, Grant, Josh Mosser)

## Classifiche

### Classifiche settimanali
| Classifica (2013) | Posizione massima |
| ----------------- | ----------------- |
| Australia         | 1                 |
| Austria           | 1                 |
| Belgio (Fiandre)  | 1                 |
| Belgio (Vallonia) | 5                 |
| Canada            | 1                 |
| Danimarca         | 3                 |
| Finlandia         | 12                |
| Francia           | 2                 |
| Germania          | 1                 |
| Irlanda           | 1                 |
| Italia            | 2                 |
| Norvegia          | 1                 |
| Nuova Zelanda     | 1                 |
| Paesi Bassi       | 4                 |
| Portogallo        | 10                |
| Regno Unito       | 1                 |
| Repubblica Ceca   | 26                |
| Spagna            | 9                 |
| Stati Uniti       | 1                 |
| Svezia            | 2                 |
| Svizzera          | 1                 |
| Ungheria          | 21                |

### Classifiche di fine anno
| Classifica (2013) | Posizione |
| ----------------- | --------- |
| Australia         | 8         |
| Belgio (Fiandre)  | 59        |
| Belgio (Vallonia) | 119       |
| Canada            | 10        |
| Irlanda           | 8         |
| Italia            | 64        |
| Nuova Zelanda     | 11        |
| Paesi Bassi       | 63        |
| Regno Unito       | 13        |
| Stati Uniti       | 16        |
| Svizzera          | 12        |
| Classifica (2014) | Posizione |
| Australia         | 33        |
| Nuova Zelanda     | 32        |
| Stati Uniti       | 5         |